# Alethea Talbot
Alethea Howard, 14e baronne Talbot, 17e baronne Strange de Blackmere, 13e baronne Furnivall, comtesse d'Arundel née Lady Alethea Talbot (prononcée « Al- ii -fia ») en 1585 et morte le 3 juin 1654, est une célèbre mécène et collectionneuse d'art, ainsi que l'une des premières scientifiques publiées en Angleterre. Avec Thomas Howard son époux, elle alimente l'une des plus importantes collections d'art de l'Angleterre du XVIIe siècle. 
C'est la benjamine des enfants de Gilbert Talbot et de son épouse Mary Cavendish, et la sœur de deux autres comtesses : Mary Herbert, comtesse de Pembroke et Elizabeth Grey, comtesse de Kent.

## Biographie

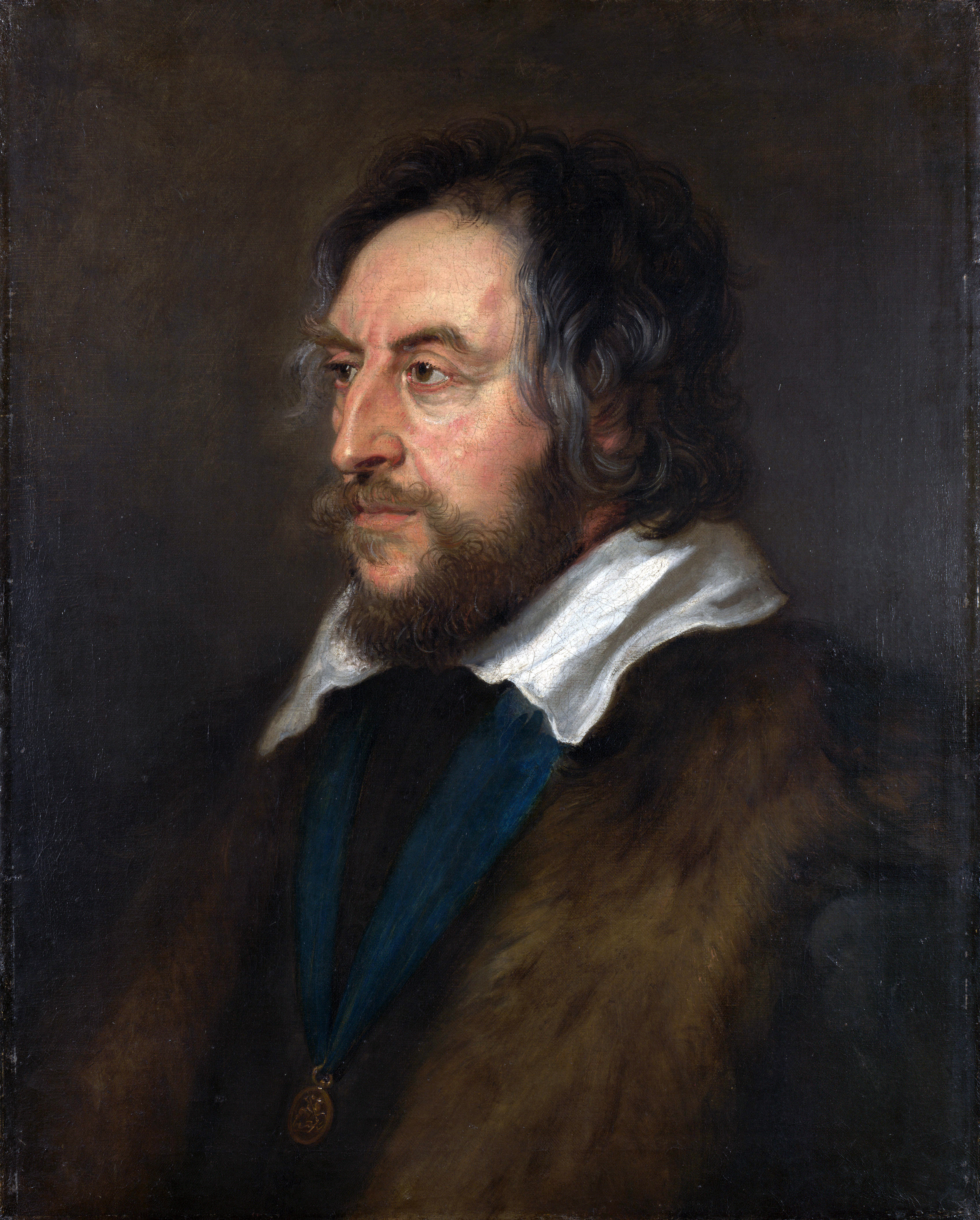
Thomas Howard, portrait de Pierre Paul Rubens.

Lady Alethea Talbot naît à Sheffield, dans le Yorkshire en 1585. En septembre 1606, elle épouse Thomas Howard. Le couple a six enfants : trois meurent en bas âge et leur premier fils (James Howard) décède à l'âge de dix-sept ans.
- James Howard, Baron Maltravers (1607–1624)
- Henry Frederick Howard, comte d'Arundel (1608-1652)
- William Howard, vicomte Stafford (vers 1614–1680)

Avec sa sœur Elizabeth et sa cousine Arbella Stuart, elle joue dans The Masque of Queens écrit sur ordre royal par Ben Jonson, dans des costumes d'Inigo Jones. Prévue pour célébrer Noël 1608, l’œuvre dramatique est finalement présentée à la cour le 2 février 1609. Le 5 juin 1610, elle danse dans le rôle de la « Nymphe d'Arun » au festival de Tethys. En 1612, le diplomate anglais aux Pays-Bas William Trumbull, envoie des arbres chez elle à Highgate, expédiés de Flessingue
Lady Arundel souhaite rejoindre son mari à l'étranger, mais en est dissuadée. En 1613, elle et son mari accompagnent l'électeur palatin Frédéric V et son épouse la princesse Élisabeth Stuart à Heidelberg à l'occasion de leur mariage.
Lady Arundel rachète Arundel House avec son argent et finance un voyage en Italie en 1613-1614, avec Inigo Jones . Le comte d'Arundel, qu'elle rejoint à Sienne, est l'un des premiers anglais à acheter des statues antiques. Ensemble, ils se rendent dans plusieurs villes : Rome, Naples, Padoue, Gênes, Turin et Paris. Ils atteignent l'Angleterre en novembre 1614. Le père d'Alethea Talbot meurt en 1616 et un tiers de l'héritage lui revient. C'est à cette époque que son mari commence sérieusement sa collection. 
Vers 1619, Lord Arundel envoie ses deux fils aînés à Padoue. En 1620, Rubens peint Alethea Talbot et sa suite à Anvers alors qu'elle est en route pour l'Italie. Mais la figure masculine, nommée lord Arundel, y est ajoutée plusieurs années plus tard par une main inconnue. En effet, bien qu'il souhaite rendre visite à ses fils, il décide que Lady Arundel doit y aller seule. Accompagnée de Francesco Varcellini, elle séjourne à Spa puis déménage à Milan et à Padoue.
En 1622, elle vit à Venise dans le Palazzo Mocenigo face au Grand Canal, ainsi que dans une villa à Dolo. Après l'élection d'Antonio Priuli au poste de Doge de Venise, une traque est menée contre tout individu soupçonné de complot contre Venise. Des centaines de personnes sont  arrêtées, avec ou sans motif, surtout des soldats et marins étrangers. Si de réels comploteurs sont arrêtés, c'est aussi le cas de victimes innocentes, comme Antonio Foscarini, patricien et ambassadeur de Venise en Angleterre (1611-1615), qui exécuté le 21 avril 1621 après avoir assisté à un événement à l'Ambassade d'Angleterre.
En 1622, ces événements prennent fin. Le 16 janvier 1623, le gouvernement vénitien présente des excuses pour l'exécution de Foscarini mais Sir Henry Wotton  conseille tout de même à Alethea Talbot de quitter Venise. Elle décide de ne pas en tenir compte et s'y installe. Le lendemain, elle comparaît avec Wotton devant le Doge Priuli et le Sénat. Lady Arundel quitte Venise, Priuli rédigeant un document pour faciliter son voyage à travers le territoire vénitien. Elle passe l'hiver à Turin avec ses deux fils et rencontre le peintre Anthony van Dyck. Ils se rendent ensemble à Mantoue.
En 1623, elle tente de se rendre en Espagne. Elle part pour l'Angleterre, dans l'intention de rendre visite à la reine de Bohême à La Haye au cours du voyage. En 1624, son fils aîné James Howard, baron de Maltravers, meurt de la variole à Gand. En 1626, son mari est placé à la Tour de Londres par Charles[Qui ?] car leur fils Henry Howard a secrètement épousé Élisabeth Stuart (fille d'Esmé Stuart, 3e duc de Lennox), une parente de Charles, sans permission. 
Joachim von Sandrart (un artiste allemand) donne son avis sur la collection du couple Howard et copie les œuvres du peintre allemand Holbein. Le roi Charles Ier et la reine consort Henriette-Marie visitent Arundel House pour voir les collections. Un petit-fils de Lord Arundel voit le jour. Mais le roi ne permet pas à Lady Arundel d'accompagner son mari dans une ambassade en Hollande, pour inviter Elisabeth Stuart, sa sœur, en Angleterre.
En 1633, Lady Arundel achète une petite villa connue sous le nom de Tart Hall (située juste au sud de Buckingham Palace). Son fils cadet, Lord Maltravers, est élu membre du Parlement de Dublin en 1634. Arundel et son fils rendent visite à Lord Thomas Wentworth, 1er comte de Strafford à Dublin.
En 1636, Lady Arundel retrouve son mari sur la Tamise, après sa visite au Saint Empereur romain. Elle s'implique dans une intrigue catholique. Lord Arundel acquiert le cabinet du marchand néerlandais Daniel Nijs.
En 1638, les dettes menaçant de ruiner le domaine, son mari lance le « plan de Madagascar ». La maison Arundel contient alors trente-sept statues, 128 bustes et 250 inscriptions.  
La peintre italienne Artemisia Gentileschi a peut-être travaillé pour Alethea Talbot. Van Dyck réalise un portrait du couple, nommé pour escorter Marie de Médicis à Cologne. 

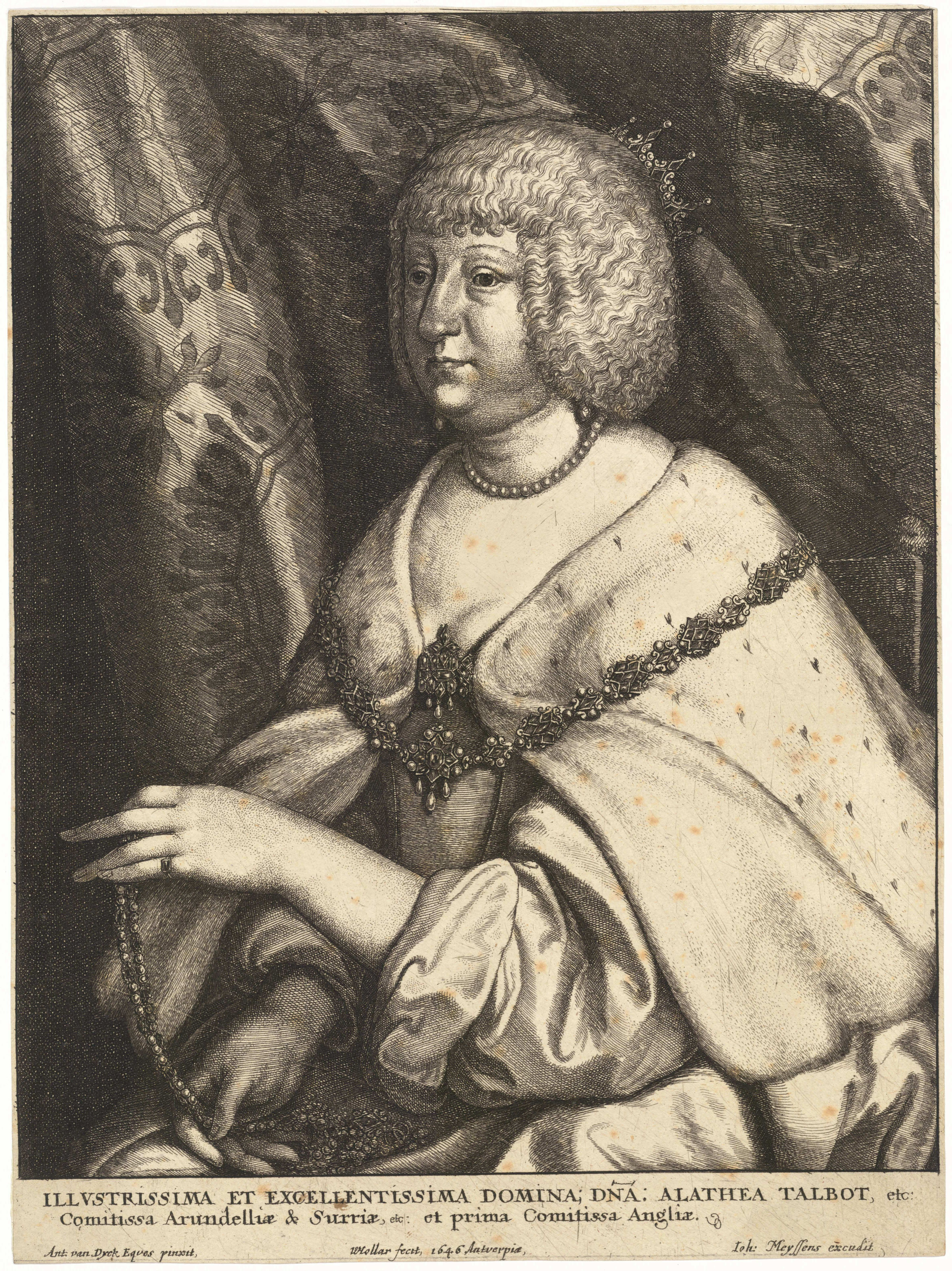
Wenceslas Hollar, Alethea, comtesse d'Arundel

### Séjour aux Pays-Bas
En 1641, à la veille de la première révolution anglaise, le couple fuient aux Pays-Bas avec leur fils le vicomte Stafford et son épouse. Alethea Howard commande un inventaire du contenu de Tart Hall, sa maison près de St James, qui comprend une chambre connue sous le nom de « Dutch Pranketing Room » . Lady Arundel ne souhaitant pas attendre Marie de Médicis, elle part seule pour le continent, ce qui est expliqué par sa « manie » de voyager. Elle va directement à Utrecht et y retrouve son mari. Lorsqu'il accompagne Marie de Médicis à Cologne, Alethea tente de convaincre Urbain VIII de lui permettre d'entrer dans un monastère chartreux. En 1642, son mari accompagne la reine et la princesse Marie-Henriette pour son mariage avec Guillaume II d'Orange et part pour Padoue.
Elle vit à Anvers. Après la mort de son mari, elle déménage à Alkmaar. Elle invite François de Jon, à leur service pendant trente ans, à réorganiser sa collection de livres. Elle s'installe ensuite à Amersfoort (1649) et loue un pied-à-terre à Amsterdam au Singel 292, maison dont la cour fait face à Herengracht .
Lorsque son mari meurt, Alethea Talbot hérite de la collection des 600 peintures et dessins, dont des œuvres de Dürer, Holbein, Brueghel, Lucas van Leyden, Rembrandt, Rubens, Van Dyck, Raffaello da Urbino et Titien. 181 œuvres ne sont pas attribuées  . La collection compte également 200 statues et 5 000 dessins, qu'il avait acheté avec l'argent d'Alethea Talbot. Ses dettes sont estimées à 100 000 £. Elle hérite du château d'Arundel et d'Arundel House.
En 1651, elle obtient le titre de baronne Furnivall. En 1652, son fils William est arrêté dans le Kurpfalz  et son fils cadet Henry Frederick meurt. En 1653, William arrive à Amsterdam. Le 3 juin 1654, Alethea Talbot y meurt sans laisser de testament. Un inventaire manquant de clarté est fait de la collection : il compte trente-six peintures de Titien, seize de Giorgione, dix-neuf de Tintoret, onze de Corrège, dix-sept de Véronèse, douze de Rafael et cinq de de Vinci.
Deux petits-enfants réclament la moitié de l'héritage  et envoient Sir Edward Walker aux Pays-Bas. En 1655, le dernier fils en vie du couple, William vicomte Stafford, est arrêté à Utrecht mais libéré quelques semaines après. Henry Howard, 6e duc de Norfolk et son frère Charles, neveux de William et fils d'Henry Frederick, se rendent sur place afin de d'obtenir les peintures en 1658 puis une nouvelle fois en 1661. Plus tard, Henry hérite d'Arundel House et Tart Hall revient à leur oncle William.

## Écriture scientifique et architecture
Alethea Talbot et sa sœur Elizabeth s’intéressent à l'utilisation d'herbes et de produits alimentaires à des fins médicales. Les recettes d'Alethea Talbot sont publiées sous le titre « Natura Exenterata ». Elle participe aux débuts de la science en rédigeant un des premiers livres imprimés au sujet de matériel technique et scientifique à être attribués à une femme, c'est une des premières femmes scientifiques reconnues en Angleterre.
Elle et son mari conçoivent peut-être leurs bâtiments. Il est possible qu'Alethea Talbot participe à la gestion de leur maison de Highgate, d'Arundel House située rue Strand (rue londonienne) et leur logement à Greenwich Park. Dans les années 1630, elle aurait pu gérer Tart Hall à St James's Park, construit sous les conseils de George Gage, prêtre catholique, et de Nicholas Stone, maître maçon. Tart Hall ressemblerait aux villas de Vénétie que la comtesse a vue. 